# 绍珀瑙
绍珀瑙是奥地利福拉尔贝格州布雷根茨县的一个市镇。总面积47.64平方公里，总人口925人，人口密度19.4人/平方公里（2005年）。